# Xenorhina zweifeli
Xenorhina zweifeli är en groddjursart som först beskrevs av Kraus och Allison 2002.  Xenorhina zweifeli ingår i släktet Xenorhina och familjen Microhylidae. Inga underarter finns listade i Catalogue of Life.
Arten är bara känd från två mindre områden i västra Papua New Guinea. Utbredningsområdet är en bergstrakt mellan 1000 och 1900 meter över havet. Regionen är täckt av skog.
För groddjuret är inga hot kända. IUCN kategoriserar arten globalt som otillräckligt studerad.